# Климчук Олександр Олександрович
Олекса́ндр Олекса́ндрович Климчу́к (*26 листопада 1942, село Глядки, нині Волочиського району Хмельницької області — †7 липня 2015) — український письменник, журналіст, публіцист. Член Національної спілки письменників України. Член Національної спілки журналістів України. Заслужений діяч мистецтв України (2006).

## Біографічні відомості
1965 року закінчив історико-філологічний факультет Кам'янець-Подільського педагогічного інституту (нині Кам'янець-Подільський національний університет імені Івана Огієнка).
Працює в пресі з 1970 року (газета «Молода гвардія», журнал «Ранок», від 1977 року у тижневику «Україна»: зокрема, очолював відділ літератури й мистецтва, потім головний редактор). Нині — головний редактор журналу «Музейний провулок».
Автор збірки художньо-публіцистичних оповідань «Прощання слов'янки» (Київ: Молодь, 1987); сценаріїв художньо- документальних фільмів про художників В'ячеслава Розвадовського, Михайла Врубеля й Кирилівську церкву, Аллу Горську, численних нарисів, статей у періодиці.
Упорядник та автор передмови до збірника «Статті» Симона Петлюри (Київ: Дніпро, 1993).
Лауреат премій імені Ярослава Галана, імені Олександра Білецького та імені Дмитра Нитченка.
18 серпня 2006 року надано звання «Заслужений діяч мистецтв України» — за значний особистий внесок у соціально-економічний, культурний розвиток Української держави, вагомі трудові досягнення та з нагоди 15-ї річниці незалежності України .

## Публікації
- Тихі дзвони ташань-цвіту // Україна. — 1979. — 4 березня (№ 9). — С. 12.
- Політ орла: Народні герої України [Дмитро Жлоба] // Україна. — 1986. — № 40. — С. 24.
- На тернах смиренних: Музеї України // Україна. — 1986. — 12 жовтня (№ 41). — С. 12—13.
- Обереги над Мурафою // Україна. — 1987. — 11 січня (№ 2). — С. 12—14, І—IV вкладки.
- Ключ Поділля // Україна. — 1987. — № 14.
- Нема проблем, або Сюжети по-лохвицьки: Пам'ять совісті // Україна. — 1988. — 3 січня (№ 1). — С. 4—7.
- Що є в тобі: [Про хмельницького художника Миколу Мазура] // Україна. — 1988. — № 45 (6 листопада). — С. 12, І—IV вкладки.
- Шабля і підкова, або Чи повернеться у «вожді кавалерії» герой громадянської війни Микола Криворучко // Україна. — 1988. — № 51—52.
- Четвёртый шлях // Смена. — 1988. — № 23. — С. 12—14.
- Час цвітіння (Про художника В. Гагенмейстера) // Україна. — 1989. — № 8.
- Просто святе діло (Про художника В. Розвадовського) // Україна. — 1990. — № 2.
- Євангеліє від Максиміліана // Україна. — 1990. — № 37. — С. 2 обкладинки, 1, 12—14, 1—4 вкладки.
- За ким сумує дзвін // Україна. — 1991. — № 1. — С. 1.
- В чистій любові до краю: Пророки духу [Про Івана Огієнка] // Україна. — 1991. — № 19. — С. 16—20.
- Мій дельтаплан // Україна. — 1991. — № 20. — С. 2 обкладинки., 1—2, 1—2 вкладки.
- Джмелі над Гданськом // Україна. — 1991. — № 25. — С. 24, 1—4 вкладки.
- Діяльність І. І. Огієнка на посаді головноуповноваженого уряду УНР // Духовна і науково-педагогічна діяльність І. І. Огієнка в контексті українського національного відродження. — Кам'янець-Подільський, 1992. — С. 67—68.
- «Я повернуся…» // Петлюра С. Статті. — К., 1993. — С. 3-6.
- Життєві жалі протоієрея Юхима Сіцінського // Україна. — 1993. — № 1.
- «Я єсмь…» (Іван Марчук): Есей-біографія / О. О. Климчук. — Київ: Український письменник, 2013. — 584 сторінки. ISBN 978-966-779-336-6.
- «Факторія Завойка» / О. О. Климчук. — Київ: Український письменник, 2013. — 318 сторінрк. ISBN 978-966-579-382-3.

## Нагороди і відзнаки
- 2013 — Всеукраїнська літературна премія імені Василя Симоненка, за книжки «Я єсмь…» і «Факторія Завойка»